# Арісака Наріакіра
Дансяку (барон) Арісака Наріакіра (有坂 成章; 5 квітня 1852 — 12 січня 1915) — японський офіцер, генерал-лейтенант Імперської армії (1906), відомий як конструктор стрілецької зброї і артилерії.

## Біографія
Арісака був четвертим сином самурая-васала князівства Тьосю. У віці 11 років його всиновив майстер-зброяр Арісака Нагайоші, від якого він узяв своє прізвище. Після реставрації Мейдзі він був зарахований в новостворену Імперську японську армію. В 1891 році Арісака привернув увагу генерала Мурата Цунейосі, творця гвинтівки Мурата, стандартної японської армійської гвинтівки, і був призначений в Токійський арсенал.
В 1897 році Арісака завершив роботу над гвинтівкою Тип 30, яка була прийнята японською армією як стандартна зброя під час Боксерського повстання. В 1898 році він також завершив проектні роботи над 75-мм гірською гарматою Тип 31, що зробило ім'я Арісака відомим як у світі артилерії, так і стрілецької зброї, однак його ранні розробки не були добре прийняті в бойових частинах: гвинтівка Тип 30 вважалася складною і ненадійною, а гармати Тип 31 відчували брак гальм відкату і мали низьку точність.
В 1903 році Арісака був призначений начальником Технічного бюро армії. Він спостерігав за комітетом, якому було доручено покращити старі моделі зброї, включно з гвинтівкою Тип 30. Головним конструктором проекту був капітан Кідзіро Намбу, який пізніше також став відомим конструктором зброї. Результатом цього проекту стала гвинтівка Тип 38, яка була передана японським піхотинцями якраз до кінця Російсько-японської війни. Надійність гвинтівки Тип 38 була високо оцінена військами, хоча питання заміні використовуваного нею недостатньо потужного малокаліберного патрона не розглядалося до 1930-х року. Тип 38 та її різні модифіковані версії продовжували використовувати японськими військами до кінця Другої світової війни.
Протягом усієї Російсько-японської війни Арісака продовжував працювати над удосконаленнями та варіаціями своїх гвинтівок, і на прохання начальника Генерального штабу Ямагата Арітомо він також працював над проектами облогових гармат великого калібру та фортечних гармат. 21 вересня 1907 року отримав баронський титул і був прийнятий в кадзоку.
Арісака помер у 1915 році і був похований на цвинтарі Янака в Токіо.

## Нагороди
- Пам'ятна медаль обнародування Конституції Японії (11-29 листопада 1889)
- Орден Святої Анни 1-го ступеня (Російська імперія; 11 квітня 1892)
- Медаль за службу Мейдзі 278 (18 листопада 1895)
- Орден Корони (Пруссія) 2-го класу (4 жовтня 1901)
- Орден Почесного легіону, командорський хрест (Франція; 22 липня 1902)
- Медаль за службу Мейдзі 378 (1 квітня 1906)
- Орден Золотого шуліки 2-го класу (1 квітня 1906)
- Орден Священного скарбу 1-го класу (20 травня 1910)
- Орден Вранішнього Сонця 1-го класу (11 січня 1915)